# Oktobas
Oktobas je strunný smyčcový nástroj, který byl vynalezen v roce 1850 v Paříži francouzským houslařem Jeanem-Baptistou Vuillaumem. Má tři struny a v základu je zvětšeninou kontrabasu (exemplář v Cité de la Musique v Paříži měří 3,48 m, zatímco kontrabas zpravidla měří kolem 2 m). Kvůli extrémně dlouhému hmatníku a tlustým strunám se na něj hraje za využití systému pák a pedálů. Oktobas nebyl nikdy masově produkován či využíván skladateli. Kromě pařížského kusu existuje ještě ve sbírce Musical Instrument Museum ve Phoenixu a v Uměleckohistorickém muzeu ve Vídni.
V říjnu 2016 se Montrealský symfonický orchestr stal jediným orchestrem na světě, který vlastní oktobas, poté, co mu firma Canimex jeden darovala (vyrobený ve Francii v roce 2010).

## Rozsah a ladění
Skladatel Hector Berlioz používal oktobas laděný v C1, G1 a C2. Toto ladění mu dalo rozsah o oktávu nižší než violoncello a stejný s moderním kontrabasem rozšířeným o strunu C1. Avšak v době, kdy byl oktobas vynalezený, byly nejnižšími možnými tóny na kontrabasu E1 nebo G1. Mechanismus dovolil každé struně chromaticky pokrýt rozsah čisté kvinty, takže se oktobas ve svém rozsahu dostal až k tónu G2. Takto je naladěn i exemplář v Cité de la Musique v Paříži, který používá dobové střevové struny.
Nástroj v Musical Instrument Museum v Phoenixu, na kterém jsou moderní kovové struny je naladěný v C0, G0 a D1. To mu dává rozsah 2 oktávy níž, než violloncello a o oktávu níž, než moderní kontrabas. Berlioz výslovně zapsal toto ladění do svého díla Traité d'instrumentation, ale nakonec ladění změnil. Nejnižší tóny v tomto přesahují průměrnou nejnižší člověkem slyšitelnou frekvenci zvuku 20 Hz, ale jsou slyšitelné díky podtónům.
Oktobas v Montreal Symphony Orchestra využívá střevové struny a je laděný v A0. E1 a H1 a má rozsah až do Fis2.